# Ragna Wettergreen
Ragna Wettergreen (Christiania, 19 september 1864 – aldaar 27 juni 1958) was een Noors actrice en zangeres.

## Achtergrond
Ragna Marie Olsen werd geboren binnen het gezin van bouwmeester Olaus Olsen (1828-1914) en Inger Marie Rynning Krinstiansen (1827-1897). Van 1886 tot 1889 trad ze op onder de naam Ragna Rynning (moedersnaam). Ze verloofde zich in 1888 en trouwde in 1889 met ingenieur en jurist/advocaat Haakon Ingjolf Wettergreen (1858-15 augustus 1902). Het stel kreeg minstens vier kinderen. Na Wettergreens dood hertrouwde ze met militair Roald Skancke (1876-1932). In 1911 mocht ze de Kongens Fortjenstmedalje in ontvangst nemen, net als haar zwager Emil Ove Malling Wettergreen (scheepsinspecteur) en zijn zoon Emil Joseph Wettergreen (bureauchef) een aantal jaren later.

## Loopbaan
Ze was niet voorbestemd voor het toneel. Ze volgde een aantal lessen bij Lucie Wolf en kreeg de gelegenheid haar debuut te maken in het Christiania Theater op 3 maart 1886. Ze speelde toen de rol Hermina in En hovmester van Adolf Welbrandt. Haar familie wist van niets. Ze mocht verdere rollen spelen in dat theater en verhuisde in 1899 mee naar het Nationaltheatret. Ze kreeg daar concurrentie van sterspeelster Johanne Dybwad, reden om in 1904 uit te wijken naar het Fahlstrøms Theater. Ze keerde in 1909 terug en bleef in en bij het Nationaltheatret werken tot 1934. Ze nam “afscheid” in 1940 en ging vervolgens toeren in Scandinavië. In 1952 kwam ze nog voor een aantal optredens terug in het Nationaltheatret. Ze zou als 88-jarige elf keer de oma in Eventyret van Gaston-Armand de Caillavet en Robert de Flers spelen. Ze had dat stuk al 104 gespeeld in andere rollen. Het toneelstuk werd dermate populair dat het in twee seizoenen 152 keer terugkwam.
In Scandinavië werd ze het bekendst met haar rollen in de toneelstukken van Henrik Ibsen. Haar indrukwekkendste rol vond men die als Gina Ekdal in Vildlanden. Andere significante rollen volgden in werken van Bjørnestjerne Bjørnson, Knut Hamsun, August Strindberg en William Shakespeare (Het temmen van de feeks). Vanaf 1912 werden haar ook filmrollen aangeboden. De zwart-witfilm Markens grøde uit 1921 op gebaseerd op de gelijknamige roman van Knut Hamsun heeft zelfs het dvd-tijdperk gehaald.
Er is van haar minstens één concert bekend. Op 28 januari 1912 trad ze op tijdens een symfonieconcert onder leiding van Alfred Andersen-Wingar in Calmeyersgadens Missionshus.
- Bibsys: 2045918
- Biblioteca Nacional de España: XX4865711
- Bibliothèque nationale de France: cb166400047 (data)
- International Standard Name Identifier: 0000 0000 7272 5191
- KulturNav: 049c6acf-3123-4789-a0a9-ef6351838e2c
- Virtual International Authority File: 102357837
- WorldCat: E39PBJj8KfRTQBkMVyJ8pp7mBP